# 流苏龙胆
流苏龙胆（学名：Gentiana panthaica）为龙胆科龙胆属的植物，是中国的特有植物。分布于中国大陆的湖南、广西、四川、江西、贵州、云南等地，生长于海拔1,600米至3,800米的地区，一般生于林缘、灌丛中、林下、河滩、山坡草地及路旁，目前尚未由人工引种栽培。